# Wolf-Eberhard Ahrens
Wolf-Eberhard Ahrens (* 1939) ist ein deutscher Brigadegeneral außer Dienst des Heeres der Bundeswehr.

## Leben
Ahrens promovierte 1970 an der Christian-Albrechts-Universität zu Kiel mit einer Dissertation über die Immunität von Abgeordneten. Von 1972 bis 1974 absolvierte er den 15. Generalstabslehrgang Heer an der Führungsakademie der Bundeswehr in Hamburg, wo er zum Offizier im Generalstabsdienst ausgebildet wurde. Ahrens wurde 1980 im Dienstgrad eines Majors zum Bataillonskommandeur des Panzerartilleriebataillons 85 in der Scharnhorst-Kaserne in Lüneburg. In seiner letzten Verwendung war Ahrens ab April 1996 Leiter der Stammdienststelle des Heeres in der Lüttich-Kaserne in Köln. Mit Ablauf des 30. September 1999 wurde er in den Ruhestand versetzt.

## Schriften
- Immunität von Abgeordneten: Die Praxis des Bundestages und der Landtage in Immunitätsangelegenheiten. Athenäum-Verlag, Bad Homburg vor der Höhe 1970.